# Christian Gärtner
Christian Gärtner (6 de mayo de 1705–31 de diciembre de 1782) fue un fabricante de telescopios y astrónomo alemán, conocido por su observación del regreso del Cometa Halley en 1758.

## Semblanza
Gärtner nació en la localidad de Tolkewitz, cercana a Dresde, y ya desde muy temprana edad mostró un gran interés por la astronomía.
Se ganaba la vida blanqueando tejidos, dedicando todos sus ingresos a la adquisición de libros y equipamiento astronómicos. Posteriormente, aprendió a pulir lentes y comenzó a fabricar y vender sus propios telescopios.
En diciembre de 1758 (simultáneamente con Johann Palitzsch) Gärtner observó el regreso del Cometa Halley pronosticado por Edmund Halley en 1705.
Gärtner murió en la indigencia en 1782. Fue enterrado en el cementerio de Leuben.

## Eponimia
- Su nombre es conmemorado por el cráter lunar Gärtner y por el asteroide 132445 Gäertner.